# Brattodden
Der Brattodden (englisch Abrupt Point) ist eine felsige Landspitze etwa 5 km südwestlich der Patricia-Inseln an der Westseite der Edward-VIII-Bucht an der Küste des antarktischen Kemplands.
Norwegische Kartografen erfassten das Kap anhand von Luftaufnahmen, die bei der Lars-Christensen-Expedition 1936/37 entstanden. Seine „plötzliche“ Entdeckung gab ihm seinen Namen. Nach einer Vermessung, die Wissenschaftler der Australian National Antarctic Research Expeditions im Jahr 1954 durchgeführt hatten, übertrug das Antarctic Names Committee of Australia (ANCA) die norwegische Benennung ins Englische.